# 太平洋のGメン
『太平洋のGメン』（たいへいようのGメン）は、1962年公開の日本映画。片岡千恵蔵主演、石井輝男監督。東映東京撮影所製作、東映配給。

## 概要
石井輝男東映移籍後の5作目で三本目のギャング映画。東映入社後では初のカラー作品。

## ストーリー
流れ者の健次（江原真二郎）は玄界灘での夜釣で奇妙なブイを釣り上げた。しかし帰り道で襲われて屋敷に連れ込まれ、水原（丹波哲郎）という男から他人に口外しないことを条件に五十万円を貰うが、出された酒で意識を失う。そのままモーターボートへ乗せられた健次は広上（片岡千恵蔵）に救われた。翌朝、屋敷へ金を取り戻しに行くがそこは役者・中村枝雀の別荘で、水原という男は居ないことを知る。広上から土地のボス藤村（吉田義夫）をあたれとアドバイスを受け、キャバレーを訪ねた健次は、ホステスの朱実（佐久間良子）から情報を得る。健次は偶然、巡業中の枝雀若い男がを刺し殺すのを目撃。神戸が臭いと睨んだ二人は、神戸へ飛び、健次に一目惚れした朱実もこれに加わった。

## スタッフ
- 企画：植木照男
- 監督：石井輝男
- 脚本：石井輝男
- 撮影：西川庄衛
- 美術：進藤誠吾
- 照明：元持秀雄
- 音楽：河辺公一
- 録音：加瀬寿士
- 編集：祖田富美夫
- 製作:東映東京撮影所
- 配給:東映

## キャスト
- 広上 : 片岡千恵蔵
- 吉田健次 : 江原真二郎
- 水原 : 丹波哲郎
- 松本 : 沖竜次
- 竹林 : 八名信夫
- 梅田 : 山の内修
- 朱実 : 佐久間良子
- 藤村 : 吉田義夫
- 藤村の子分Ａ : 滝島孝二
- 藤村の子分Ｂ : 久地明
- 宗方 : 梅宮辰夫
- 大野 : 小野透
- 宗方の子分 : 沢田実
- 加山 : 亀石征一郎
- クロークの男 : 杉義一
- 影山 : 富田仲次郎
- 山の子分Ａ : 久保一
- 影山の子分Ｂ : エンベル・アルテンバイ
- 陳社長 : 山形勲
- 兵藤 : 南廣
- 中野 : 沢彰謙
- 松野完治 : 佐々木孝丸
- 松野の子分 : 大東良
- 土井 : 片山滉
- 剛田 : 伊沢一郎
- 別荘の留守番女 : 津路清子
- ××丸船長 : 松本克平
- チーフ・オフィサー : 大木史朗
- 看藤婦 : 水谷美津子
- 楽屋番 : 有馬新二
- 張込みの刑事 : 相馬剛三
- 小森 : 室田日出男
- 戸署の刑事: 岡野耕作
- 救急車の係員Ａ : 北峰有二
- 救急車の係員Ｂ : 森弦太郎
- 警官 : 滝沢昭
- 華僑の老婆 : 近衛秀子
- ウェイトレス : 田村茂子
- アナウンサー : 都健二
- 老医師 : 秋月竜
- バーの女Ａ: 光岡早苗
- バーの女Ｂ : 長野賀津子
- ボーイ : 大東俊治
- 保安官 : 須藤健
- 外国人のお客様 :ヘリン・グハリス

## 製作

### 企画
クレジットにないが企画は当時の東映東京撮影所（以下、東映東京）所長・岡田茂。最初は丹波哲郎、鶴田浩二、高倉健ら、東映東京現代劇のフルメンバーと東映京都撮影所（以下、東映京都）の片岡千恵蔵御大につき合ってもらい、オールスター映画として企画していた。ところが鶴田が病気になり、高倉も他作品とダブったりで思うようにいかず、仕方なく江原真二郎主演で片岡御大につき合ってもらう形にした。興行は難しいかに思われたが、ヒットし、内部の評価も良かった。それで以前から構想としていたギャング映画を路線化する決断をした。これが「東映ギャング路線」である。
『ぴあシネマクラブ 邦画編 1998-1999』では、東映東京製作の"ギャング映画"は全11作とし、本作は片岡千恵蔵の"Gメンもの"と見なされたか、これに入れられていない。映連の作品紹介では"ギャング"という記述が見られる。しかし岡田茂は当時の東映社内報1962年10月号「興行作品に徹すべし！ギャング路線誕生の経緯」というインタビューで、本作を"ギャング映画"として企画したと述べている。また石井の東映移籍第一作『花と嵐とギャング』を東映の「ギャングシリーズ」第一作と紹介するケースが多いが、すぐにシリーズ化されたのではなく、本作『太平洋のGメン』の興行的成功を見た岡田が「東映ギャング路線」としてシリーズ化を決めたものである（詳細は後述）。

### 東映ギャング路線
ギャング映画（Gangster film）/フィルム・ノワールは、アメリカで1920年代後半から作られ、戦後にヨーロッパ、フランスやイタリアなどでも作られた。日本の映画会社もそれを下敷きに古くからギャング映画を作ってきた。戦後、日活や大映、東宝、東映でもその手の映画は作られたが、日本の場合は欧米と違い、元々ギャングが存在しないこともあり、主人公はギャングでなく、麻薬取締官などの警察官、或いは私立探偵で、追い詰められる側がギャングの場合が多く、架空性も強くギャングというより〈悪漢団〉と呼んだ方がふさわしい扱いだった。
1961年5月3日に、ニュー東映東京で製作された鶴田浩二主演・佐伯清監督・川内康範原作・脚本による『地獄に真紅な花が咲く』が封切られた。岡田茂はこのとき、東映京都撮影所（以下、東映京都）所長であったが、この作品を観て"ギャング路線"を思いついた。岡田はジャン・ギャバンのギャング映画が一番好きだった。この翌月、新東宝から東映に移籍してきた石井輝男監督の『花と嵐とギャング』(東映東京撮影所、以下、東映東京）が封切られ、この映画で売り出しに苦労していた高倉健の生き生きした姿を見て、岡田は高倉をアクション映画に導き、自身が敷いた「ギャング路線」に起用し続けた。また高倉も岡田の指導でギャング映画に取り組んだ。「ギャング路線」も「任侠路線」も鶴田浩二と高倉健の二人を主演スターに仕立て上げようと岡田がプランしたものだった。当時の東映は、東・西の両撮影所所長が企画の最終決定権を持っていた。
1961年9月に東映東京所長に転任した岡田茂は、「ゼネラル・プロデューサーたる撮影所長は、スタジオにうずを巻かす中心人物でなくてはならない」をモットーに、当たる映画が1本もなかった同撮影所を再建するため、古手監督を一掃して、若手スターや若手監督、脚本家をどんどん起用した。　
ただ現代劇を製作していた東映東京には、絶対的にお客を呼べるスターが当時はいなかったため、鶴田浩二の引き抜きもその一つではあったが、「喜劇路線」なども試行しながら、まず特に売れたスリラーなどの原作を母体にした映画製作をやった。壷井栄の『草の実』や小坂慶助『二・二六事件 脱出』、『松本清張のスリラー 考える葉』、菊村到の『残酷な月』などを企画したが、作品は評価されるも興行は振るわず。館主にも拒否され、営業部も宣伝も黙って市場に流す状況。つまり対外的にも対内的にも熱が入らず。そこで対内的にまずPRの行き届くものを作ると決めた。石井輝男が東映に移籍して最初に作った『花と嵐とギャング』は実は孤立した映画で、その後は一年近く、東映でギャング映画は作られなかった。一年後に作られた石井監督の1962年3月21日封切り『恋と太陽とギャング』も、東映京都制作による大島渚監督『天草四郎時貞』と併映だったこともあり不入りに終わった。当時は日活がギャングを含むアクション映画を盛んに作っていたため新味もなかったが、岡田は「ウチ独特のアクションものをやろうと考えたとき、日活のマネをしてもダメだ。大人っぽいアクションをやろう、大人っぽいアクションというとギャングだ。東映の現代劇には片岡御大の堂々たるアクションものがあるんだから、これを母体にして、丹波、鶴田、高倉その他のメンバーで、絶対的に面白いアクションもの、ギャングものができるという確信を持ってギャング路線を見出した」と述べている。手始めに1962年ゴールデンウイークのしょっぱなに出した本作『太平洋のGメン』がやや弱いキャスティングながらヒットし、これを見て「ギャング映画」を路線化することを決め、これを「ギャング路線」と名付け、1962年下半期からギャング映画の量産を決めた。「東映ギャング路線」は当たり、平均2億円を稼ぐドル箱シリーズになった。またギャング路線を切っ掛けに東映現代劇に人気作品が続出した。日活の幹部・壺田重三は「アクションはもともとウチのお家芸だったんだが、ウチが純情映画（吉永小百合ら）に変わったとき、ウチのアクションがほとんど東映に持っていかれた。われわれが作った『渡り鳥シリーズ』なんかと比べても、たいして変わりがない映画だったんだが、その後東映がずっと伸びてきた」などと述べている。 　
1962年7月13日封切りの石井監督の『ギャング対ギャング』がヒットし、はっきり「ギャング路線」と唄った。『クロニクル東映〔Ⅱ〕』では「『ギャング対ギャング』からギャング路線が始まる」と記述されている。或いは8月4日封切りの小沢茂弘監督『地獄の裁きは俺がする』で「ギャング路線」という言葉を使用した、「ギャング路線」という言葉が活字として登場したのは1962年11月2日封切りの『ギャング対Gメン』のプレスシートとともいわれる。この辺りで「東映ギャング路線新設」と高倉健が話し、「会社の方針がここ当分はギャング路線なんだから」と鶴田浩二は話し、「ギャング路線の東映」とはっきり看板を掲げた。1963年に入ると多くの雑誌で「ギャング路線」という言葉が使われるようになった。
映画界で「〇〇路線」という言葉を使ったのは岡田が最初。「〇〇路線」という言葉は当時「奇妙な云い方の標語」などといわれた。これ以降、他社も「〇〇路線」を打ち出すようになった。1963年7月3日の『読売新聞』夕刊「路線もの映画 そのプラスとマイナス」という記事に、"路線の元祖"として岡田が紹介されている。岡田は「一会社の作品が一定の館に系統的に配給されるブロック・ブッキングの現状では、製作と営業が密接に手を結ばねばならない。一プロデューサー、一監督にしか分からない企画じゃ、営業が売りにくい。『五番町夕霧楼』ってなんや。"名作路線"や。この一言で分かっちゃう。第二にこういう路線を何本が敷いておくと、それぞれに特色を発揮する監督やスターが育つという長所もある」「どんな路線が受けるかを見極めるのが難しい。"戦記路線"（『陸軍残虐物語』）なども打ち出す時期をずいぶん前から狙っていたんですよ。それともう一つ、どんな路線でもピークはせいぜい半年から一年。その寿命も見極める必要があります」などと述べている。日活は東映に追随し、石神清日活宣伝部長は「路線というのは元々中国の言葉だが、一つの流れ、リズムを感じさせるし、"シリーズ"というより幅が広くてなかなかいい言葉だね。でも売り込むときは実に便利で、弱い作品ならナントカ路線と売って平均値まで高まるが、強い作品でこれを謳うとかえって並みの作品にとられて損をする。その辺が面白いところだね」などと述べた。東宝の藤本真澄専務は吐き捨てるように「路線？宣伝文句にすぎんやないか、確実に客を呼べる安定した企画なんて簡単にできるもんじゃないよ。それに一本一本の映画を路線に乗せたって結局それは単線だ。ウチは個々の作品をどう組ませて、いかに魅力のある二本立てとするかにもっとも苦心する。いうなれば"複線路線"や」、白井昌夫松竹製作本部長は「いい言葉だが、ちょっと一般性がないのでウチでは路線という言葉は使いません。でも内輪では便利だし、また幾つかの路線に沿って企画を立てることは企業の信用を増す意味でも必要ですね。あのシリーズなら見て損はないという…」、大映の松山英夫常務は「大映なら大映系の映画館に行かなくては見れないもの、それを作るのは"路線"、"シリーズ"、"カラー"と、色々言われているものなんだ。われわれが心しなければならないのは一作ごとにアイデアを凝らし、キャストを豪華にしていかなければダメだということだ」などと話している。
1962年9月20日の『読売新聞』夕刊に「ギャングものの製作方針を明らかにした東映は、10月以降、来年2月までに九本のギャングものを予定している。月平均二本弱という状態だ（中略）"モダン・ギャング"とでも名づけられるものをはさんでいくというのが東映のねらいで...」、『キネマ旬報』1963年1月上旬号の『暗黒街の顔役 十一人のギャング』の作品紹介には「模索を続けていた東映現代劇がついに見出した鉱脈"ギャングもの"（中略）これは過去三作以上に激しいアクションを盛り込み...」などと書かれている。この過去三作がどれを指すのか分からないが、いずれにしても1962年からギャング映画が路線化したことが分かる。岡田は井上梅次を呼び寄せて高倉健と組ませたり、深作欣二や渡邊祐介ら若手に「ギャング映画」に参加させた。第二東映は現代劇を育てる大きな目的があったが、大失敗に終わり、ギャング路線の成功でようやくその悲願が達成された。ギャング映画が時代劇大作に負けない大ヒット記録するに至り、岡田の評価は各段に上がった。
東映ギャング路線で活躍したスターは、東映専属では、丹波哲郎・三國連太郎・鶴田浩二・高倉健・佐久間良子・三田佳子・本間千代子・緑魔子・梅宮辰夫・江原真二郎・大村文武・南広・千葉真一・久保菜穂子・山本麟一・八名信夫・室田日出男・曾根晴美・神田隆らで、他社・劇団所属・フリー・歌手では、待田京介・安部徹・高英男・金子信雄・三原葉子・内田良平・杉浦直樹・大木実・伊沢一郎・佐藤慶・天知茂・松尾和子・山下敬二郎・アイ・ジョージらである。
「ギャング路線」を確立した岡田は、任侠映画、文芸映画、エロティック映画などを次々当て、東映東京を再建させた。深作欣二は「岡田茂氏が1961年春に東京撮影所所長に着任すると"大"の字のつくハッタリズムで、たちまちギャング路線、やくざ路線を確立した」と話し、石井輝男は「当時は岡田茂さんが最高潮だったんじゃないでしょうか。だから企画会議でホンを検討して決めるというようなスタイルじゃないんですね。もう岡田さんの一言で、会議なしって感じだったんです」と述べている。北浦寛之は「岡田は並行して『人生劇場 飛車角』を第一弾とするヤクザ路線を企画していたが、ギャング映画が成功していなければ、やくざ映画の当初からの路線化は決行されなかったかもしれない」と述べている。
東映東京の撮影所長でありながら、東映京都の時代劇の後をどうするか思案し続けた岡田は、1964年2月に東映京都に撮影所長として帰還し、東映京都刷新の大ナタとして時代劇から比較的転換が容易な「任侠路線」での切換えを行ったため、ギャング映画は終了した。終了にあたり岡田は「ギャングなんていっても日本にはないものだからな。アメリカの模造品みたいなものをいくら作っても、なかなか客は来ねえな」と漏らしていたという。
しかし岡田はギャング映画が好きで、社長に就任して間もない1971年9月のインタビューでも「高倉健と知名度の高い外人スターを組み合わせて、本格的な"ギャング映画"を作ってみたい」と話していた。その後も時折、思い出したようにギャング映画を作った。

### 「警察VSやくざ」映画
藤木TDCは、この「東映ギャング路線」から「警察VSやくざ」を描いた作品が生まれ、1962年の『暗黒街最後の日』を嚆矢として、『ギャング対Gメン』（1962年）、『組織暴力』 （1967年）、『日本暗黒史 血の抗争』（1967年）、『日本暗黒史 情無用』 （1968年）に至り、これらをプロトタイプとして『仁義なき戦い』から始まる「実録路線」が始まり、『県警対組織暴力』 （1975年）という「警察VSやくざ」の最高傑作が生まれた。以降も『実録安藤組 襲撃篇』（1973年）、『やくざの墓場 くちなしの花』 （1975年）、『安藤昇のわが逃亡とSEXの記録』（1976年）などが製作され、2018年に『県警対組織暴力』のオマージュともいえる『孤狼の血』が作られたと論じている。

### 撮影
石井は大御所・片岡千恵蔵と初の顔合わせ。難しい噂ばかり聞いていて勘弁して下さいと頼んだがダメで、『太平洋のGメン』のため、船での撮影は必須で、ロケを増やして現実感を出したいと希望したが、片岡はロケを絶対にやらないと伝えられた。石井はいくら大きいセットでも船は無理でしょうとロケをやらないと困ると、すったもんだあり、ロケをやることになった。東京湾で船を借りてロケをやったら、そこらのフータローが落ちてる広告の切れっ端を持って来て片岡にサインを要求し、片岡は丁寧にお辞儀しサインした。実際に接すると片岡はひとつもやりにくくないりっぱな人で、石井はファンになったという。
筋金入りの清純派・佐久間良子がバーのホステスを演じ話題を呼んだ。
東京湾、横浜市、神戸市、大阪市でロケが行われた。

## 同時上映
『向う見ずの喧嘩笠』
- 監督 - 山崎大助 / 出演 - 里見浩太郎・山城新伍・筑波久子